# Бидгоський монетний двір
Монетний двір у Бидгощі (пол. mennica w Bydgoszczy) — споруда в якій відбувалось виготовлення (карбування) монет та медалей в 1594—1688 рр. в Бидгощі. Між 1627—1644 та 1677—1679 рр. цей монетний двір був єдиним діючим закладом такого типу на терені Корони Польської. В 1621 р. тут було вибито найбільшу і найціннішу монету старопольської доби.

## Історія
Право карбування монет Бидгощ отримала на підставі локаційного привілею з 19 квітня 1346 р. Непрямим доказом існування монетного двору в Бидгощі вже в 15 столітті є денар, який походить з того періоду; на ньому можна побачити герб Бидгощі та напис «Монета Бидгоська» (пол. Moneta Bidgosk). Однак повністю задокументованим є тільки створення монетного двору в 1594 р. на терені Млинського острова в Бидгощі.